# 김동주 (프로게이머)
김동주(1987년 12월 30일 ~ )는 대한민국의 전직 스타크래프트 II 프로게이머이다. GanZi라는 아이디를 사용하며, 종족은 테란이다.

## 개요

#### 스타크래프트
2006년 상반기 드래프트에서 한빛 스타즈(현 웅진 스타즈)의 2차 지명으로 입단하였다.
신한은행 프로리그 08-09 시즌동안 주장을 담당했다.
신한은행 프로리그 09-10 시즌이 끝난 후 은퇴와 함께 군에 입대했다.

#### 스타크래프트2
군에 입대했으나, 병으로 인해 귀가조치되고 스타크래프트2 선수로 전향, 2011년 GSL.Mar Code-A에 출전했다.
IM(현 LG-IM)과 SlayerS 소속으로 활동하였으며 2012년 3월 28일 컴플렉시티 게이밍에 입단해서 활동하였다.
2013년 1월 30일 AZUBU에 입단했다.
2013년 8월 7일 은퇴했다.

## 수상 경력

### 스타크래프트
- 2005년 KTF BiGi KOREA e스포츠2005 아마추어 입상
- 2008년 곰TV TG삼보-인텔 클래식 2008 시즌1 16강

### 스타크래프트 II
- 2011년 인텔 글로벌 스타크래프트 II 리그 Mar. Code A 16강
- 2011년 LG 시네마 3D, 인텔코리아 글로벌 스타크래프트 II 리그 May Code A 32강
- 2011년 LG 시네마 3D, 인텔코리아 슈퍼 토너먼트 16강
- 2011년 PEPSI 글로벌 스타크래프트 II 리그 Aug. Code A 우승
- 2011년 소니 에릭슨 글로벌 스타크래프트 II 리그 Oct. Code S 4강
- 2011년 소니 에릭슨 글로벌 스타크래프트 II 리그 Nov. Code S 16강
- 2011년 MLG Anaheim 4위
- 2012년 MLG 2012 Winter Season Championship 6위
- 2012년 핫식스 2012 글로벌 스타크래프트 II 리그 시즌 1 Code S 16강
- 2012년 핫식스 2012 글로벌 스타크래프트 II 리그 시즌 2 Code A 12강
- 2012년 무슈제이 2012 글로벌 스타크래프트 II 리그 시즌 3 Code S 32강